# Kvasice
Kvasice (in tedesco Kwassitz) è un comune della Repubblica Ceca facente parte del distretto di Kroměříž, nella regione di Zlín.